# Маус (комикс)
«Маус: Рассказ выжившего» (англ. Maus: A Survivor’s Tale), или в русскоязычном издании «Маус», — графический роман, написанный Артом Шпигельманом и рассказывающий о жизни его отца Владека Шпигельмана, польского еврея, пережившего Холокост. История разворачивается в двух временных отрезках: жизнь Владека до и во время Второй мировой войны и его встречи и беседы с сыном в Риго-Парке, районе Нью-Йорка, спустя тридцать лет после войны. Отличительной чертой графического романа является то, что все люди нарисованы в нём с головами животных: евреи представлены в образе мышей, немцы — в образе кошек и т. п. В 1992 году графический роман получил Пулитцеровскую премию.

## Сюжет

### Том 1. Мой отец кровоточит историей
После Второй мировой войны прошло тридцать лет. Живущий в Нью-Йорке Арти (родившийся в 1948 году), родители которого прошли через концлагеря, во время одного из визитов к отцу в Риго-Парк начинает записывать его рассказы о том, что пережили польские евреи. Он хочет написать книгу о судьбе своего отца (мать Арти покончила с собой уже после войны, в 1968 году, и дневники, которые она вела, не сохранились).
Первый том описывает события с середины 1930-х годов до зимы 1944-го. В молодости отец Арти, Владек Шпигельман, жил в Ченстохове и занимался торговлей тканями. Он познакомился с Аней Зильберберг из Сосновца, девушкой из богатой семьи, и они поженились. Владек стал владеть текстильной фабрикой в Бельско. В 1937 году у них с Аней родился сын Рышо. После прихода к власти нацистов фабрика в Бельско была разграблена. В августе 1939 года Владеку пришла повестка на фронт. На польской границе он вскоре попал в немецкий плен и некоторое время находился в лагере военнопленных, однако затем был освобождён и смог вернуться в Сосновец. Прежняя жизнь там уже закончилась: продукты продавались по талонам, а все фабрики у владельцев-евреев были отняты. Многих евреев арестовывали и увозили в концлагеря. В 1942 году всем евреям приказали покинуть свои дома и переехать в небольшие комнаты. Однажды всех евреев города собрали на стадионе и разделили на две группы: всех, у кого не было разрешения на работу, а также многодетных и пожилых, депортировали. Знакомые забрали Рышо и других детей в Заверце, где ситуация была спокойнее, однако Владек и Аня после этого уже не видели своего сына. Евреям приходилось прятаться в сараях, подполах, хранилищах угля, иначе им грозила смерть. Родителей Ани, как и других пожилых евреев, арестовали и увезли в Аушвиц. Владеку и Ане удалось договориться с контрабандистами о переезде в Венгрию, о которой ходили слухи, что евреи там находятся в безопасности. Однако контрабандисты выдали евреев гестапо, и Владека и Аню арестовали и направили в Аушвиц.

### Том 2. И тут начались мои неприятности
Второй том описывает продолжение бесед Арти с отцом, который рассказывает о пребывании в концлагере и освобождении после окончании войны. В это время от Владека уходит его вторая жена, и Арти с его женой Франсуаз приходится чаще бывать у него. Также сообщается о том, что Владек умер в 1982 году, а в 1988 году вышла и приобрела популярность первая часть комикса. Арти предлагали продать права на экранизацию, но он не захотел. От воспоминаний о пережитом его отцом и другими евреями во время войны он впал в депрессию и проходил курс у психотерапевта, который сам также прошёл концлагеря. Беседы с ним помогли Арти закончить второй том комикса.
В Аушвице Владек провёл около года. Аня также находилась в лагере неподалёку, в той его части, которая называлась Биркенау. Чтобы выжить в лагере, Владеку пришлось сменить ряд профессий: он побывал там жестянщиком и сапожником и использовать любую возможность, чтобы увидеть Аню или передать ей паёк хлеба. В начале 1945 года заключённых Аушвица пешком и на товарных поездах перевели на территорию Рейха в лагерь Гросс-Розен, большинство умерло по дороге. Затем заключённых перевели в Дахау, где Владек заболел тифом. Затем группу заключённых повезли к швейцарской границе для обмена, который не состоялся, поскольку война закончилась. Владек попал к американцам, и после пребывания в лагере беженцев вернулся в Польшу, где снова встретился с Аней.

## Использование животных
На протяжении всего графического романа евреи представлены в образе мышей, а немцы в образе кошек. Люди других национальностей, религий и рас также изображены как животные, например американцы — собаки, поляки — свиньи, а французы — лягушки. Почти все персонажи одной национальности нарисованы идентично, одежда — единственное, чем они отличаются. Целью подобной стилистики было продемонстрировать абсурдность восприятия народов по различным шаблонам и клише вроде национальных или политических. По выражению самого автора, «против мерки всех под одну гребёнку».

## Влияние
Начиная с момента выхода, «Маус» был предметом большого количества эссе. Дебора Р. Гейс (англ. Deborah R. Geis) выпустила серию эссе о графическом романе, озаглавленную Considering Maus: Approaches to Art Spiegelman’s «Survivor’s Tale» of the Holocaust.
Алан Мур, создатель таких комиксов, как «Хранители» и «Лига выдающихся джентльменов», хорошо отзывался о «Маусе», в частности он говорил: «Я убеждён, что Арт Шпигельман, наверное, самый важный создатель комиксов […] и по моему мнению, „Маус“ на данный момент представляет собой его самую завершённую работу».
«Маус» изучают в школах и университетах. Графический роман используют в курсах, посвящённых изучению современной английской литературы, европейской истории и еврейской культуры. Он был переведён на 18 языков.
В 2008 году американский журнал Entertainment Weekly поставил «Маус» на 7-е место в своём списке 100 лучших книг, вышедших с 1983 по 2008 год.

## Цензура
В апреле 2015 года в России, в «Московском доме книги», роман был снят с продажи из-за того, что «такая серьезная тема была представлена в виде комикса». В магазине ранее называли в качестве причины наличие свастики на обложке книги. Данные действия связывали с принятием в России федеральных законов «Об увековечении Победы советского народа в Великой Отечественной войне 1941—1945 годов» и «О противодействии экстремистской деятельности». Арт Шпигельман назвал такое решение позорным, так как эта книга о памяти, и добавил, что считает происходящее «предвестием чего-то опасного».
В январе 2022 года комикс запретили в школах округа Мак-Минн американского штата Теннесси